# Lettlands ryska union
Lettlands ryska union (lettiska: Latvijas Krievu savienība) fram till 2014 känd under namnet För mänskliga rättigheter i enade Lettland (Par cilvēka tiesībām vienotā Latvijā, PCTVL) är ett vänsterpolitiskt parti i Lettland, grundat ursprungligen 1998. Partiet har starkt stöd hos den ryska minoriteten i Lettland. Partiets symbol inkluderar en röd flagga, svärd, gevär jämte hammaren och skäran. De har en sovjetnostalgisk bildsymbolik.

## Politik
Partiet motsatte sig bland annat Lettlands medlemskap i NATO, samtidigt som de propagerar för starkare band till Ryssland. Partiet tillhör Europeiska fria alliansen och dess Europaparlamentariker sitter i Gruppen De gröna/Europeiska fria alliansen. De har haft åsikten att latgalliska skall bli officiellt EU-språk.

## Valresultat
- Parlamentsval 1998: 14,1% 16 Platser (av 100) -  (Tautas Saskaņas partijas platser)
- Parlamentsval 2002: 19,0% 25 Platser (av  100)
- Parlamentsval 2006: 6,0% 6 Platser (av  100)
- Parlamentsval 2010: 1,5% 0 Platser (av  100)
- Parlamentsval 2006: 0,8% 0 Platser (av  100)
- Parlamentsval 2006: 1,6% 0 Platser (av  100)

- EU-parlamentsval 2004: 10,7% 1 Plats (av  9)
- EU-parlamentsval 2004: 9,7% 1 Plats (av  9)
- EU-parlamentsval 2004: 6,4% 1 Plats (av  8)